# Allée couverte des Champs-Dolents
L'allée couverte des Champs-Dolents, désormais détruite, était située à Saint-Germain-lès-Corbeil dans le département français de l'Essonne.

## Description
La présence de pierres enfouies à peu de profondeur dans un champ situé à environ 100 m à l'est du cimetière était connue des laboureurs qui y cognaient régulièrement leur charrue. En juin 1906, des fouilles furent entreprises pour s'en débarrasser définitivement. De forme rectangulaire, l'allée couverte mesurait 6,90 m de longueur sur 1,80 m de largeur à l'entrée. Elle était délimitée par cinq orthostates encore en place, trois côté droit (d'environ 1,10 m de hauteur en moyenne) et deux côté gauche. Deux dalles empilées l'une sur l'autre au milieu de la chambre « paraissaient être les supports du côté gauche tombés ou abattus et déplacés ». Aucune table de couverture n'a été retrouvée, elles furent probablement déplacées à une époque antérieure. Côté ouest, l'allée couverte était fermée par une grande dalle de chevet 2,40 m de largeur et côté est par trois petits blocs de grès qui laissent penser que l'entrée était précédée d'un vestibule.
Le site est désormais totalement urbanisé, mais il en demeure un plan dressé par H. Chapelet.

## Fouilles archéologiques
«Ces fouilles semblent avoir été menées d'une façon excessivement sommaire ». Le mobilier funéraire découvert se composait de trois haches polies (une en grès, deux en silex), de lames en silex du Grand-Pressigny (deux lames complètes, trois fragments) et d'un fragment de poterie (col de vase à décor de torsade). Les ossements humains se limitaient à deux vertèbres, deux fragments de mâchoires inférieures et un fragment d'os frontal. Selon H. Chapelet, le peu d’ossements humains recueillis laissent supposer que les fouilles furent incomplètes ou que l'allée couverte fut antérieurement pillée.
G. Bailloud rattache le monument à la culture de Seine-Oise-Marne.